# Pteris yakuinsularis
Pteris yakuinsularis är en kantbräkenväxtart som beskrevs av Kurata. Pteris yakuinsularis ingår i släktet Pteris och familjen Pteridaceae. Inga underarter finns listade.